# Paris université club (handball)
Pour un article plus général, voir Paris université club.
La section de handball du Paris université club est un club français de handball créé en 1940 et évoluant à Paris.
Club historique du handball français jusque dans les années 1970, ses sections masculine et féminine sont mises à mal par l'arrivée de la professionnalisation du handball. Aujourd'hui, les équipes seniors évoluent au plus haut niveau régional. Le club est membre du Paris Galaxy, une entente parisienne avec le Paris Sport Club et le CSM Finances.

## Historique
« Historique », sur Site officiel du PUC Handball (consulté le 13 septembre 2022)
La section handball du Paris université club (lui-même est créé en 1906) est créée par René Ricard en 1940. Le handball est alors pratiqué à à onze en plein air et le club remporte les championnats de France zone Nord en 1942 tant chez les femmes (qui réaliseront d'ailleurs le doublé en 1943) que chez les hommes avant que les activités de la section soient rendues plus difficiles à cause de la mise à l'écart de René Ricard par le régime de Vichy.
C'est à partir de 1949 que le handball reprend progressivement de la vigueur en regagnant des licenciés, en accédant à la première division de Paris pour les masculins, en relançant une équipe féminine et en investissant le handball à 7 à partir de 1951. Chez les garçons, l'arrivée d'internationaux permet de remporter des titres universitaires et d'atteindre en 1955 à la fois la demi-finale du championnat de France à 7 et la finale de la coupe de France à 11. Quant aux femmes, elles atteignent la finale du premier championnat de France à 7 en 1952.
1956 est une année exceptionnelle qui place le PUC comme le meilleur club de handball français : l'équipe masculine, qui compte alors dans ses rangs 6 internationaux, est en effet champions de France à 7, champions de France universitaires et quart de finaliste du championnat de France à 11. Les filles sont quant à elles finalistes de la coupe de France.
Les hommes participent ainsi à la première Coupe d'Europe de handball, atteignant les demi-finales de la compétition. Une nouvelle fois champions de France de handball à 7 en 1959, les Pucistes atteignent à nouveau les demi-finales de la Coupe des clubs champions en 1960. Un nouveau titre pour les garçons en 1962 qui participent l'année suivante à la coupe d'Europe, une finale de championnat de France pour les juniors en 1964 puis en 1965. En cette année 1965, la section compte une centaine de licenciés répartis dans 9 équipes dont 2 féminines. Parmi les joueurs et joueuses figurent 3 internationaux dont Annie Dervieux qui garde les buts de l'équipe de France Féminine.
La période 1969-1979 est particulièrement riche pour le handball Puciste qui ne passe pas une année sans atteindre au moins la demi-finale d'un championnat de France masculin ou féminin avec notamment un quatrième (et dernier) titre en 1974 pour les hommes tandis que les femmes remportent leur premier championnat en 1975 puis deux autres en 1976 et 1978.
Les années 1980 constituent une période beaucoup plus délicate pour les garçons qui descendent même en deuxième division en 1981. Mais, grâce notamment au trio Mahé-Cochery-Gardent, le club retrouve la Nationale 1 en 1983 malgré la défaite en finale face au FC Mulhouse. Ce sont alors les femmes qui sont la figure de proue du club : à nouveau championnes de France en 1980 et en 1981, elle doivent toutefois se contenter de la deuxième place en 1979, 1982 et 1983. Elles participent ainsi régulièrement à la Coupe des clubs champions (C1) ou à la Coupe des coupes (C2).
Si les deux sections parviennent à résister à la réforme des championnats en 1984 et intègrent la nouvelle poule unique qui regroupe les 10 meilleures équipes françaises, la professionnalisation du handball en France à la fin des années 1980 marque la fin des ambitions d'élite pour le handball au PUC. Au terme d'une saison 1984-1985 catastrophique (18 défaites en autant de matchs), ce sont d'abord les féminines qui quittent l'élite française. Puis les garçons, qui disposent d'un budget nettement (parfois 10 fois) inférieur à leurs concurrents, sont contraints de demander leur rétrogradation en division régionale en 1987 afin de concentrer les efforts du club sur l'équipe féminine qui restera à un niveau national jusqu'en 1993 sans pour autant parvenir à retrouver l'élite.
Depuis lors, grâce notamment à l'énergie d'un président tel que Patrice Fabrello (1987 à 2001), le club est avant tout reconnu grâce à son école de handball chez les garçons puis chez les filles à partir des années 2000. Les dirigeants qui lui ont succédé ont perpétué cette tradition de formation vers la performance qui fait du PUC l'un des plus importants club français en termes de licenciés.
En 2024-2025, la filière féminine est engagée en championnat Prénationale féminine tandis que la filière masculine est en championnat Honneur régional.

## Palmarès

### Section masculine
- Championnat de France à onze
  - Vainqueur (1) : 1942 (zone nord)
  - Finaliste (1) : 1945
- Championnat de France à sept
  - Vainqueur (4) : 1956, 1959, 1962 et 1974
  - Finaliste (6) : 1958, 1961, 1966, 1972, 1973, 1975
- Challenge de France
  - Vainqueur (1) : 1979
  - Finaliste (1) : 1980
- Coupe des clubs champions
  - Demi-finaliste (2) : 1957 et 1960
- Champion Honneur Région PIFO 2009-2010 Masculin

### Section féminine
- Championnat de France :
  - Vainqueur (5) : 1975, 1976, 1978, 1980, 1981
  - Deuxième (7) : 1952, 1959, 1970, 1971, 1974, 1979, 1982, 1983
- Champion de France de handball à onze :
  - Vainqueur (2) : 1942 (zone nord) et 1943
- Challenge de France :
  - Vainqueur (3) : 1979, 1980, 1981

## Personnalités liées au club
De nombreuses personnalités emblématique ont fait l'histoire du PUC. Parmi celles-ci, René Ricard a donné son nom au trophée du championnat de France de 1re division masculine tandis que Jean-Claude Thomas a donné son nom à celui de la coupe de France féminine.
Remarque : la date indiquée entre parenthèses est celle de la première sélection en équipe de France.

### Section masculine
- Internationaux de handball à onze (tous entre 1940 et 1952) : Jean Besset, Georges Bonnet, Jean Derette, Paul Faucher, Jean Férignac, Paul Givaudan, Pierre Imberty, Georges Leroy, Jules Mouilleseaux, Paul Pechine, Claude Rinck, Georges Salmon, Bernard Santona, Jean Salomon.
- Internationaux de handball à sept : Pierre Alba (1972), Richard Choley (1962), Alain Chiffray (1987), Nicolas Cochery (1987), Jacques Cottin (1967), Jean-Luc Druais (1968), Gérard Dumont (1957), Jean Férignac (1957), Claude Galland (1969), Philippe Gardent (1983), René Gaudeaux (1956), Serge Gelé (1957), Jean Goupy (1953), Jacques Grandjean (1975), Pierre Imberty (1953), Jean Labrosse (1965), Jacques Labrot (1956), Jean-Pierre Lacoux (1956), Marc Lambert (1962), Jean-Paul Laplagne (1967), Georges Leroy (1954), Philippe Loyer (1972), Pascal Mahé (1984), Alain Mouchel (1968), Armand Noiret (1959), Michel Paolini (1958), Lucien Orsini (1969), Jean-Claude Pons (1960), Maurice Portes (1960), Jean Samsom (1958), Yannick Seiller (1960), Jacques Taillefer (1969), Guy Terrier (1964) , Jean-Luc Thiébaut, Jean-Claude Thomas (1958), Denis Tristant (1987), Gérard Tructin (1973), Jean-Dominique Visioli (1977), Fernand Zaegel (1958)
- Équipe de France universitaire : Pierre Alba, Jean Paul Beurive, Michel Bonfils, Alain Chiffray, Nicolas Cochery, Jacques Cottin, Jean-Luc Druais, Jean-Pierre Feraud, Claude Galland, Philippe Gardent, Philippe Grain, Jean Labrosse, Robert Laurain, Philippe Loyer, Roger Madeleine, Pascal Mahé, Alain Mouchel, Lucien Orsini, Antonio Ortiz, Jacques Taillefer, Alain Tétard, Dominique Visioli
- Sélections étrangères : Knut Strøm (en) (Suède), René Landis (Suisse), Rachid Bouras et Kader Boukobza (Algérie), Moncef Hajjar (Tunisie)
- Entraîneurs : René Ricard, Jean Pinturault, Serge Gelé, Jean-Pierre Lacoux, Alain Tétard, Claude Galland, Jacques Taillefer, Alain Guignard, Dominique Bouziane, Claude Isnard, Thierry Surmont

### Section féminine
- Internationales de handball à onze : Monique Dormson (1948), Cécile Riou (1950),
- Internationales de handball à sept : Marie-France Bardinet (1968), Françoise Bigot (1971), Annie Dervieux (1965), Catherine Dumahut (1967), Marie-Pierre Fay (1978), Christine Marquenet (1971), Françoise Noel (1965), Brigitte Penati (1976), Françoise Provost (1976), Marion Rival (1982), Marie-Laure Thomas (1972), Catherine Nicaise (1975)
- Entraîneurs : Jean Férignac, Jean-Claude Thomas, Jacques Cottin, Alain Tétard, Catherine Galland, Jean-Pierre Barizzi, Catherine Riviere, Alain Guignard

### Dirigeants
- Présidents de la sections handball (1940-2006) : René Ricard (1940), Maurice Duboisset (1942), Roger Lorenzi (1951), René Ricard (bis, 1956), Marc Lambert (1971), Michel Bonfils (1977), Bruno Detarle (1983), Patrick Meyer (1984), Valérie Icker (1985), Armand Steiger (1986), Patrice Fabrello (1988), Thierry Surmont (2002), Jean Pierre Noguera (2005)
- Entraîneurs nationaux : René Ricard, Jean Pinturault, Jean-Pierre Lacoux, Serge Gelé
- Directeur technique national : Alain Mouchel
- Directeur adjoint de la Fédération française du sport universitaire : Michel Bonfils